# Patiala
Patiala er en by i Punjab. Indbyggertalet er ca. 300.000.
Fra det 18. århundrede var Patiala hovedstaden af et indisk fyrstendømme af samme navn. Det var skiftende en vassalstat til Mughalriget og Britisk Indien. Efter den britiske tilbagetrækning og Indiens deling sluttede Patiala sig til Indien og den sidste maharaja blev udnævnt rajpramukh (guvernør) af en ny indisk delstat, Patiala and East Punjab States Union; denne blev sammenfoldet med Punjab i 1956.
30°34′N 76°38′Ø / 30.57°N 76.63°Ø